# برگه‌تیگر
برگه‌تیگر (به آلمانی: Bergetiger) نامی بود که نیروهای متفقین به یک خودروی زرهی تعمیراتی و یدک‌کش آلمان نازی در زمان جنگ جهانی دوم که بر اساس شاسی تیگر ۱ ساخته شده بود، داده بودند. هیچ مدلی از این تیگرها سالم به دست متفقین نرسید؛ ولی با این حال ایده ساخت مدل یدک‌کش و تعمیرات تانک با چنین سیستمی توسط آمریکایی‌ها مورد استفاده قرار گرفت.